# Ursenbach
Ursenbach är en ort och kommun i distriktet Oberaargau i kantonen Bern, Schweiz. Kommunen har 888 invånare (2023).